# روبرتو أندينو
روبرتو أندينو (مواليد 4 أكتوبر 1956) هو ملاكم من بورتوريكو، مثّل بلاده في الألعاب الأولمبية الصيفية 1976.

## روابط خارجية
روبرتو أندينو على موقع أوليمبيديا (الإنجليزية)